# 찰리 히턴
찰리 히턴(영어: Charlie Heaton, 1994년 2월 6일 ~ )은 잉글랜드의 배우이다. 넷플릭스 드라마 《기묘한 이야기》에 조나단 역으로 출연한다.
10대 시절 영국 노이즈록 밴드 코마네치(COMANECHI)의 드러머로 활동하며 18개월간 월드투어 공연을 다녔고, 돈이 필요해져서 찾아간 에이전시를 통해 스위스 보험회사의 9분짜리 광고로 데뷔했다. 연기 학원을 다니거나 정규 트레이닝을 받은 적이 없어 처음에는 불안했다고 말한다. 개봉 예정인 심리 스릴러 《셧 인》에서 나오미 왓츠의 장애가 있는 의붓아들 역을 맡았으며, 2017년 개봉하는 스페인 영화 《매로우본》에도 미아 고스, 조지 맥케이 등과 함께 출연한다.

## 출연작 목록

### 텔레비전 드라마
| 연도 | 제목          | 원제            | 배역            | 비고 |
| ---- | ------------- | --------------- | --------------- | ---- |
| 2016 | 기묘한 이야기 | Stranger Things | 조너선 바이어스 | 주연 |